# Svejshund
Svejs (i jægerkredse ofte schweiss) er et ord fra tysk for vildtblod. I dansk jægersprog bruges det blandt andet om blod fra hjortevildt, og det har givet navn til svejshundene, der er optrænet til at udføre svejsarbejde, altså opspore anskudt eller påkørt hjortevildt.
Schweissregisteret er et register over hundeførere, der kan tilkaldes i forbindelse med eftersøgning af såret vildt.